# Henk Hermsen
Hendrik Willem Hermsen, detto Henk (Hilversum, 29 agosto 1937 – 9 aprile 2022), è stato un pallanuotista olandese.

## Biografia
Ha partecipato, come membro del Paesi Bassi, alle Olimpiadi di Roma 1960 e di Tokyo 1964, partecipando al torneo di pallanuoto.
Era il fratello degli anch'essi pallanuotisti olimpici André Hermsen e Wim Hermsen.